# Homaemota basalis
Homaemota basalis là một loài bọ cánh cứng trong họ Cerambycidae.